# ビューティフル・ガールズ
『ビューティフル・ガールズ』 (Beautiful Girls) は、1996年のアメリカ映画。コメディタッチの恋愛群像劇。

## ストーリー
ニュー・ヨークのバーでピアノを弾いて生計を立てているウィリー（ティモシー・ハットン）は、同窓会に出席するため、マサチューセッツにある故郷の田舎町に深夜バスで戻ってくる。親友のモー（ノア・エメリッヒ）にバス停から実家まで送ってもらう際に、隣家に住む13歳の美しい少女マーティ（ナタリー・ポートマン）が雪遊びをしているのを見かける。ウィリーは母の死以降に様子のおかしくなった実家の父ディック（ リチャード・ブライト）や怠け者の弟ボビー（デヴィッド・アークエット）への違和感を抱きつつも、昔の仲間たちと他愛もない話をしたり、酒を飲んだりして過ごす。
ウィリーの幼馴染のトミー（マット・ディロン）は、シャロン（ミラ・ソルヴィーノ）という恋人がいながら、既婚者である高校時代の元恋人ダリアン（ローレン・ホリー）との不倫関係を続けている。トミーは、同じく幼馴染のポール（マイケル・ラパポート）とケヴ（マックス・パーリック）とともに、現在は除雪業を営んでいる。ポールは長く交際していたジャン（マーサ・プリンプトン）に振られた腹いせに、夜ごとジャンの家を訪れては、除雪車でドアの前に雪を積み上げる嫌がらせをやめられずにいる。元恋人を忘れられないトミーとの関係に悩むシャロンが、親友のジーナ（ロージー・オドネル）やモーの妻でもあるサラ（アン・ボビー）に相談すると、ジーナは早く別れるべきだと主張する。それでも諦められないシャロンは２人に、トミーの誕生日のサプライズ・パーティを手伝ってほしいと頼む。
ニュー・ヨーク在住のウィリーは、弁護士の恋人トレイシー（アナベス・ギッシュ）との関係も順調で、不安定なピアニストの職から文房具のセールスマンに転職しようと考えているが、モーには強く反対される。ウィリーは隣家のマーティから声を掛けられ、やがて親しく話をするようになる。マーティとの関わりを通じて彼女に惹かるようになったウィリーは、ステイシーとの結婚や定職を持とうとしていることなど、自分の進む道に迷いを覚え始める。
ウィリーとトミー、ポール、モー、ケヴの５人が友人スティンキー（プルイット・テイラー・ヴィンス）の営むバーを訪れると、スティンキーの美しい従妹アンデラ（ユマ・サーマン）が現れ、皆が色めき立つ。ポールは元恋人ジャンの職場へ押しかけてシャンパン色のダイヤの婚約指輪を渡そうとするが、肉屋の恋人ヴィクター（アダム・ルフェーヴル）がいると断られる。トミーも先のないダリアンとの関係に疑問を抱くようになる。
トミーへの誕生日パーティのサプライズを成功させた仲間たちだったが、招待していないダリアンが姿を現し、会場は騒然となる。なれなれしく振る舞うダリアンを拒絶できないトミーの姿を目の当たりにし、傷ついたシャロンはその場をあとにする。ダリアンの誘いをようやく断ったトミーは、シャロンの実家を訪れて謝罪しようとするが、シャロンは家にこもってトミーと顔を合わせようとしない。
ポールはジャンに見せつけようとアンデラをデートに誘うが、バーでポールの様子がおかしいと気づいたアンデラに意図を問いただされる。ポールがジャンを嫉妬させたいと白状すると、乗り気になったアンデラはポールの首に腕を回してなまめかしく踊り始める。それを見たジャンとヴィクターはバーをあとにするが、調子に乗ったポールがアンデラにキスをしようとしたため、激怒したアンデラもポールを残してバーを去る。ウィリーはマーティにスケートリンクで愛を告白されるが、一時的な感情だと言い、うまくいかないだろうと諭す。
ウィリーと同窓会に同席するために恋人トレイシーが遅れて町に到着し、父ディックと弟ボビーはトレイシーに惚れこむようになる。同窓会で皆が交流するなか、トミーが姿を現さないために居場所のないダリアンは、高校のときにいじめたピート（トム・ギビス）から詰られ、いたたまれなくなってその場を去る。ダリアンを避けて同窓会に参加せず、ふらりとバーを訪れたトミーを見かけたダリアンの夫スティーヴ（サム・ロバーズ）は、仲間の男たちとともにトミーを袋叩きにする。トミーが病院に運ばれたという報せを受けたボーとポール、ウィリーらは、除雪車に乗り込んでスティーヴの家へ仕返しに訪れるが、スティーヴの応援に駆け付けた男たちの車をウィリーが除雪車で動けなくするも、スティーヴとダリアンの娘の姿を目にして戦意を喪失し、その場をあとにする。
傷だらけのトミーのベッドではシャロンが一晩付き添い、二人はよりを戻す。ポールは除雪車に乗り涙を流しながらジャンの家の前の雪かきをする。ニュー・ヨークへ帰る車に乗り込むウィリーとトレイシーを、マーティや仲間たちが見送り、ウィリーとマーティの淡い恋も終わりを告げる。

## キャスト
※括弧内は日本語吹替。
- ウィリー・コンウェイ - ティモシー・ハットン（宮本充）
- トミー・“バードマン”・ローランド - マット・ディロン（山寺宏一）
- マーティ - ナタリー・ポートマン（篠原恵美）
- シャロン・キャシディ - ミラ・ソルヴィノ（佐々木優子）
- ダリアン・スモールズ - ローレン・ホリー（田中敦子）
- アンデラ - ユマ・サーマン（勝生真沙子）
- トレイシー・ストーヴァー - アナベス・ギッシュ
- ジーナ・バリサノ - ロージー・オドネル（宮寺智子）
- ポール・カークウッド - マイケル・ラパポート（立木文彦）
- マイケル・“モー”・モリス - ノア・エメリッヒ
- ケヴ - マックス・パーリック
- ジャン - マーサ・プリンプトン
- スタンリー・“スティンキー”・ウォーマック - プルイット・テイラー・ヴィンス（星野充昭）
- スティーヴ・ロスモア - サム・ロバーズ（中田和宏）
- ディック・コンウェイ - リチャード・ブライト
- ボビー・コンウェイ - デヴィッド・アークエット
- フランク・ウォーマック - ジョン・キャロル・リンチ（岩田安生）
- ヴィクター - アダム・ルフェーヴル（中田和宏）

## 評価
レビュー・アグリゲーターのRotten Tomatoesでは50件のレビューで支持率は78%、平均点は8.00/10となった。Metacriticでは18件のレビューを基に加重平均値が65/100となった。